# Bâtiment de l'ancien Comité national Atina à Srpski Krstur
Le bâtiment de l'ancien Comité national « Atina » à Srpski Krstur (en serbe cyrillique : Зграда бившег Народног одбора Атине у Српском Крстуру ; en serbe latin : Zgrada bivšeg Narodnog odbora Atine u Srpskom Krsturu) est situé à Srpski Krstur, dans la province de Voïvodine, dans la municipalité de Novi Kneževac et dans le district du Banat septentrional, en Serbie. Il est inscrit sur la liste des monuments culturels de grande importance de la république de Serbie (identifiant no SK 1143).

## Présentation
Le bâtiment, situé au centre de la localité, a été construit en 1830 dans un style néo-classique ; son plan épouse la forme de la lettre cyrillique « Г ». Au milieu de la façade principale s'ouvre un large porche classique soutenu par des colonnes disposées de façon symétrique ; une architrave porte à son tour un grand tympan triangulaire. Sur le tympan était inscrit un Œil de la Providence suggérant que le bâtiment, à l'origine, a pu abriter une église ou une école.